# Watershed Media Centre
Watershed Media Centre (zkráceně Watershed Bristol) je multikulturní prostor a vícesálové kino ve městě Bristol ve Velké Británii.

## Historie
Watershed Media Centre vzniklo v roce 1982 jako kulturní prostor a kino v přístavní části západoanglického Bristolu s důrazem na kurátorovaný program a mediální vzdělávání, školení a práci s mládeží. Centrum vzniklo přestavbou bývalých skladišť (Canon's March Good Shed) postavených v roce 1894 v docích bristolského přístavu. V 70. letech získala budova status památkově chráněné stavby a započal proces její přestavby.

## Současnost
V současnosti patří Watershed mezi nejvýznamnější kulturní instituce ve Spojeném království. Jeho součástí je Pervasive Media Centre, vícesálové kino, kavárna a restaurace. Program a různorodé aktivity (např. BFI Film Academy) jsou realizovány za podpory Arts Council England a Britského filmového institutu.